# Jiří Sůra
Jiří Sůra (24. ledna 1939 Brno – 17. listopadu 1982) byl československý prvoligový fotbalista, záložník. Nejvyšší soutěž hrál i v ledním hokeji za Zbrojovku Brno. Byl mládežnickým reprezentantem ČSR v kopané.

## Fotbalová kariéra
Odchovanec Zbrojovky Brno patřil v polovině 50. let společně s Karlem Komárkem k oporám dorostenecké reprezentace.. V roce 1958 narukoval do Dukly Praha, kde zůstal i po skončení ZVS a získal zde 4 tituly mistra Československa. Nejvyšší soutěž hrál ještě v sezoně 1964/65 za TJ ČKD Praha. V první československé lize odehrál 41 utkání, vstřelil 4 branky. V Poháru mistrů evropských zemí si připsal 2 starty, branku nevstřelil (1958/59: 1 / 0, 1962/63: 1 / 0). Zemřel ve věku 43 let na zápal plic.

### Prvoligová bilance
| Ročník                                   | Zápasy | Góly | Minuty | Klub        |
| ---------------------------------------- | ------ | ---- | ------ | ----------- |
| 1. československá fotbalová liga 1957/58 | 1      | 0    | 90     | Dukla Praha |
| 1. československá fotbalová liga 1958/59 | 14     | 1    | 1 094  | Dukla Praha |
| 1. československá fotbalová liga 1959/60 | 4      | 0    | 179    | Dukla Praha |
| 1. československá fotbalová liga 1960/61 | 5      | 2    | 336    | Dukla Praha |
| 1. československá fotbalová liga 1961/62 | 6      | 1    | 385    | Dukla Praha |
| 1. československá fotbalová liga 1962/63 | 9      | 0    | 654    | Dukla Praha |
| 1. československá fotbalová liga 1964/65 | 2      | 0    | 180    | ČKD Praha   |
| CELKEM                                   | 41     | 4    | 2 918  |             |